# Solanum pseudodaphnopsis
Solanum pseudodaphnopsis är en potatisväxtart som beskrevs av L.A.Mentz och João Renato Stehmann. Solanum pseudodaphnopsis ingår i släktet skattor som ingår i familjen potatisväxter. Inga underarter finns listade i Catalogue of Life.